# Marius Høibråten
Marius Høibråten (* 23. Januar 1995 in Oslo; auch Marius Höibraten) ist ein norwegischer Fußballspieler.

## Karriere

### Verein
Marius Høibråten erlernte das Fußballspielen in den Jugendmannschaften vom Fet IL und Lillestrøm SK. Die erste Mannschaft von Lillestrøm SK spielte in der ersten Liga. Als Jugendspieler kam er 2011 einmal in der ersten Liga zum Einsatz. Im Januar 2012 unterschrieb er bei Lillestrøm SK seinen ersten Vertrag. Bis zum Sommer 2012 kam er jedoch in der Liga nicht zum Einsatz. Ende August 2012 wurde Høibråten an den in der zweiten Liga spielenden Strømmen IF ausgeliehen. Für den Verein aus Strømmen bestritt er bis Jahresende zehn Zweitligaspiele. Nach der Ausleihe kehrte er im Januar 2013 nach Lillestrøm zurück. Im Januar 2014 wechselte er nach Drammen zum Ligakonkurrenten Strømsgodset IF. 2015 feierte er mit Strømsgodset die norwegische Vizemeisterschaft. Nach 82 Erstligaspielen wechselte er im August 2018 zum Erstligisten Sandefjord Fotball. Am Ende der Saison, in der er zwölf Erstligaspiele bestritt, musste er mit dem Verein aus Sandefjord in die zweite Liga absteigen. 2019 wurde er mit Sandefjord Vizemeister und stieg direkt wieder in die erste Liga auf. 2020 kam er in der ersten Liga nicht zum Einsatz. Mitte Juni 2020 unterschrieb er einen Vertrag beim Erstligisten FK Bodø/Glimt. 2020 und 2021 wurde er mit dem Verein aus Bodø norwegischer Meister. 2022 feierte er mit Bodø/Glimt die Vizemeisterschaft. Am 1. Mai 2022 stand er im Finale des norwegischen Pokals. Gegen den Erstligisten Molde FK verlor man mit 0:1. Für Bodø/Glimt bestritt er 80 Ligaspiele. Im Februar 2023 zog es ihn nach Asien. In Japan unterschrieb er einen Vertrag beim Erstligisten Urawa Red Diamonds. Im April 2023 gewann er mit den Urawa Reds die AFC Champions League. In den zwei Finalspielen konnte man sich gegen al-Hilal aus Saudi-Arabien durchsetzen. Am 4. November 2023 stand er mit den Urawa Reds im Finale des Ligapokals. Hier verlor man gegen den Erstligisten Avispa Fukuoka mit 2:1.

### Nationalmannschaft
Marius Høibråten spielte von 2010 bis 2016 für diverse norwegische Juniorennationalmannschaften.

## Erfolge
Strømsgodset IF
- Norwegischer Vizemeister: 2015

Sandefjord Fotball
- Norwegischer Zweitligavizemeister: 2019  ▲

FK Bodø/Glimt
- Norwegischer Meister: 2020, 2021
- Norwegischer Vizemeister: 2022
- Norwegischer Pokalfinalist: 2021/22

Urawa Red Diamonds
- AFC-Champions-League-Sieger: 2022/23
- Japanischer Ligapokalfinalist: 2023